# Preben Kristensen (Schauspieler)

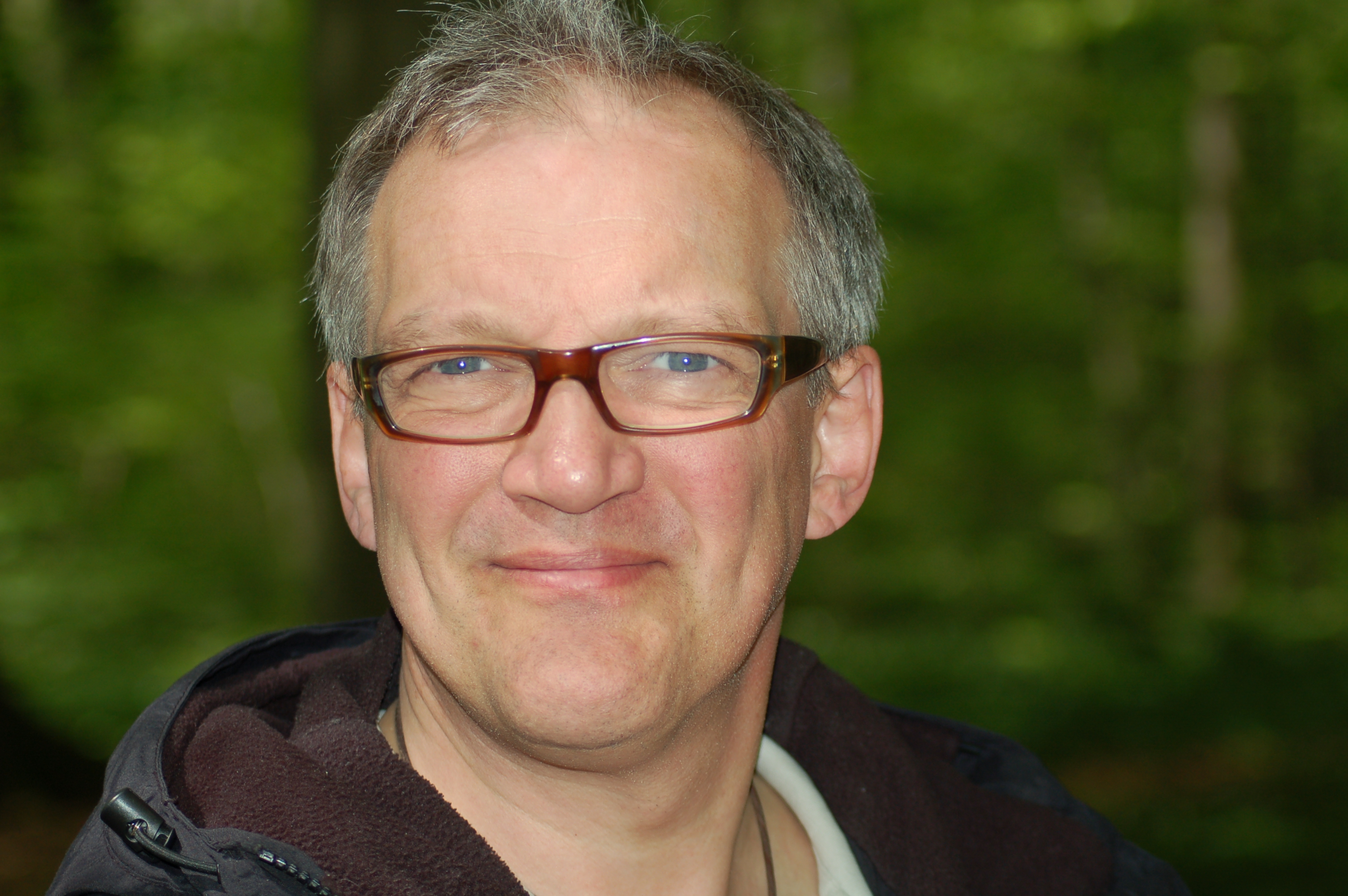
Preben Kristensen, 2008

Preben Kristensen (* 14. März 1953 in Skive) ist ein dänischer Schauspieler und Entertainer.

## Leben
Kristensen machte 1973 sein Abitur am Skive Gymnasium und schloss ein Studium an der Schauspielschule des Aarhus Teater 1978 ab. Bis 1983 arbeitete er dort.
In der Schauspielschule lernte er Anders Bircow und Thomas Eje kennen. 1979 hatten sie als Linie 3 den Durchbruch.
Er ist Ritter des Dannebrogordens. 1992 erhielt er den Teaterpokalen, 2005 den Bikubens Ehrenpreis und 2019 den Lauritzen-Preis.
Seit 2005 lebt er in einer eingetragenen Partnerschaft mit Søren Hedegaard.

## Filmografie (Auswahl)
- 1985: Walter og Carlo – op på fars hat
- 1986: Walter og Carlo – yes, det er far
- 1986: Walhalla (Valhalla)
- 1987: Peter von Scholten
- 1987: Kampen om den røde ko
- 1990: Manden der ville være skyldig
- 1991: Frech wie Krümel (Krummerne) – dansklærer
- 1994: Vildbassen
- 2006: Sprængfarlig bombe
- 2010: Min søsters børn vælter Nordjylland
- 2014: Krummerne – alt på spil – skoleleder
- 2018: Månebrand
- 2019: Königin (Dronningen)